# Ohaba-Ponor, Hunedoara
Ohaba-Ponor este un sat în comuna Pui din județul Hunedoara, Transilvania, România. Se află în partea de sud a județului, în Munții Șureanu.
Aici s-au descoperit vestigii ale culturii musteriene (vârfuri triunghiulare, piese foliacee bifaciale, răzuitoare etc., confecționate în special din așchii de cremene și cuarțit) aparținând omului de Neanderthal (Homo primigenius). De asemenea, au fost găsite trei falange, constituind primele urme osteologice fosile ale omului paleolitic (120.000 - 30.000 î.Hr.).

## Obiective turistice
- Locul fosilifer Ohaba-Ponor (rezervație naturală, 10 ha).
- Peștera Șura Mare (rezervație naturală)
- Pestera lui Cocolbea